# Qaumi Taranah
Qaumi Taranah (Urdu: قومی ترانہ, Qaumī Tarānah pronounced [ˈqɔː.mi ˈt̪ə.rɑː.nɑ] "Quốc ca"), còn được gọi là Pāk Sarzamīn (Urdu: پاک سرزمین, pronounced [ˈpɑːk ˈsər.zə.miːn], lit. "Tổ quốc linh thiêng"), là quốc ca của Pakistan. Phần giai điệu do Ahmad G. Chagla sáng tác năm 1949, sau đó, năm 1952, phần lời do Hafeez Jullundhri mới được viết. Năm 1954, chính phủ Pakistan quyết định chọn bài hát này làm quốc ca chính thức.

## Lịch sử
Đầu năm 1948, A. R. Ghani, một người Hồi giáo ở Transvaal, Nam Phi, đặt ra hai giải thưởng trị giá 5.000 rupee mỗi giải dành cho người sáng tác quốc ca cho nước Pakistan mới thành lập. Giải thưởng này được đăng tải trên công báo của chính phủ Pakistan tháng 6 năm 1948. Đến tháng 12, chính phủ thành lập Ủy ban sáng tác quốc ca (NAC) với nhiệm vụ tuyển chọn lời và nhạc để sử dụng làm quốc ca chính thức. Ủy ban do Bộ trưởng Thông tin, Sheikh Muhammad Ikram làm chủ nhiệm, và có nhiều thành viên là các chính trị gia, nhà thơ và nhạc sĩ nổi tiếng như Abdur Rab Nishtar, Ahmad G. Chagla và Hafeez Jullundhri. Lúc đầu, công tác sáng tác nhạc và lời bài hát gặp rất nhiều khó khăn.
Khi tổng thống Indonesia Sukarno thăm chính thức Pakistan ngày 30 tháng 1 năm 1950, các quan chức đón tiếp của nước chủ nhà không thể cử hành quốc ca của mình. Lo ngại chuyện tương tự sẽ xảy ra trong chuyến thăm của Quốc vương Iran sắp tới, chính phủ Pakistan tiếp tục đôn đốc, thúc giục Ủy ban NAC đệ trình ngay một bài quốc ca không chậm trễ. Chủ tịch NAC đương thời, Bộ trưởng Giáo dục Fazlur Rahman, ngay lập tức yêu cầu các nhà thơ và nhà soạn nhạc viết phần lời nhưng không có bản nào thật sự vừa ý. Ủy ban NAC cũng nghiên cứu rất nhiều giai điệu khác nhau, cuối cùng họ cũng chọn phần giai điệu do nhạc sĩ Ahmed G. Chagla viết và đề cử lên cấp chính phủ. Ngày 21 tháng 8 năm 1949, chính phủ Pakistan chấp thuận chọn đoạn nhạc của Chagla làm quốc thiều.
Bản quốc ca không lời đã được cử hành lần đầu tiên trong chuyến thăm cấp nhà nước của Quốc vương Iran đến Karachi, ngày 1 tháng 3 năm 1950.
Sau đó, trong chuyến công du Hoa Kỳ của Thủ tướng Liaquat Ali Khan tháng 5 năm 1950, bài hát trên lại được cử hành. Ngày 10 tháng 8 năm 1950, bài nhạc trên lại được NAC duyệt và thông qua lần cuối. Tuy vậy, đến tháng 8 năm 1954, tức 4 năm sau, bài nhạc mới chính thức được chọn làm nhạc cho quốc ca. Đến lúc này, công việc tuyển chọn phần lời vẫn được NAC gấp rút triển khai đến các nhà thơ nổi tiếng trên toàn quốc. Ban tổ chức cũng nhận được hàng trăm bản đề cử sáng giá. Cuối cùng, họ đã chọn phần lời do Hafeez Jullundhri viết và bản quốc ca với cả lời và nhạc được phát trên sóng Đài Phát thanh Pakistan lần đầu tiên ngày 13 tháng 8 năm 1954, do chính Hafeez Jullundhri trình bày. Ngày 16 tháng 8 năm 1954, Bộ Thông tin và Truyền thông chính thức đề cử bài hát mới lên chính phủ. Tuy nhiên, Ahmed G. Chagla, người sáng tác phần nhạc đã qua đời một năm trước đó, không thể nhìn thấy đứa con tinh thần của mình. Năm 1955, bản quốc ca được vinh danh bằng một màn đồng ca quy tụ 11 ca sĩ lớn của Pakistan, bao gồm Ahmad Rushdi, Shameem Bano, Kaukab Jahan, Rasheeda Begum, Najam Ara, Naseema Shaheen, Zawar Hussain, Akhtar Abbas, Ghulam Dastagir, Anwar Zaheer và Akhtar Wasi Ali.

## Nhạc
Qaumi Taranah gồm có 3 phân đoạn, với giai điệu vừa du dương vừa hiền hòa, mang âm hưởng đậm chất phương Đông, vừa đơn giản để dễ trình bày tại nước ngoài.
Phần nhạc do nhạc công và nhà soạn nhạc Ahmad G. Chagla viết năm 1949, là sự kết hợp của nhạc lý đông và tây phương kết hợp. Hai mươi mốt nhạc cụ cùng 38 cung điệu được quy tụ để trình diễn bài này với thời lượng 80 giây.

## Lời
Lời bài hát do Hafeez Jullundhri viết bằng tiếng Urdu, quốc ngữ của Pakistan. Nhiều từ ngữ trong bài tương đồng với tiếng Ba Tư, nên người Iran có thể hiểu sơ. Bài hát không có điệp khúc.
| Lời tiếng Urdu      | Lời tiếng Urdu       |
| ------------------- | -------------------- |
| كشورِ حسين شاد باد   | پاک سرزمین شاد باد   |
| ارضِ پاکستان!‏        | تُو نشانِ عزمِ عالی شان |
| مرکزِ یقین شاد باد   |                      |
| قوّتِ اُخوّتِ عوام       | پاک سرزمین کا نظام   |
| پائنده تابنده باد!‏  | قوم، ملک، سلطنت      |
| شاد باد منزلِ مراد   |                      |
| رہبرِ ترقّی و کمال    | پرچمِِ ستاره و ہلال    |
| جانِ استقبال!‏        | ترجمانِ ماضی، شانِ حال |
| سایۂ خدائے ذوالجلال |                      |

| Phiên âm(ALA-LC) | Dịch lời |
| --- | --- |
| Pāk sarzamīn shād bād Kishwar-i ḥasīn shād bād Tū nishān-i ʿazm-i ʿālī shān Arẓ-i Pākistān! Markaz-i yaqīn shād bād        | Đất nước linh thiêng hạnh phúc Xứ sở mạnh giàu vui tươi Hỡi người, biểu tượng của ý chí Hỡi đất nước Pakistan Thành trì của đức tin hạnh phúc                                                 |
| Pāk sarzamīn kā nizām Quwwat-i Ukhuwwat-i ʿawām Qaum, mulk, saltanat Pāyindah tābindah bād! Shād bād manzil-i murād        | Tổ quốc linh thương yêu cầu Sức mạnh của đại đoàn kết toàn dân; Này dân tộc, quốc gia, đất nước Sẽ mãi mãi sáng người Vì mục tiêu, quyết tâm hạnh phúc                                        |
| Parcam-i sitārah o-hilāl Rahbar-i taraqqī o-kamāl Tarjumān-i māẓī, shān-i ḥāl Jān-i istiqbāl! Sāyah-yi Khudā-yi Ẕū l-jalāl | Lá cờ sao và trăng lưỡi liềm, Dẫn đường đến tiến bộ và lý tưởng, Là hành trang quá khứ, niềm vinh quang của hiện tại; Cảm hứng cho tương lai! Dưới chân người, Thượng đế Vẻ vang và Hùng mạnh |